# Oedignatha poonaensis
Oedignatha poonaensis är en spindelart som beskrevs av Majumder och Benoy Krishna Tikader 1991. Oedignatha poonaensis ingår i släktet Oedignatha och familjen flinkspindlar. Inga underarter finns listade i Catalogue of Life.